# Leticia Torres
Leticia Torres Hernández es una deportista mexicana que compitió en atletismo adaptado. Ganó trece medallas en los Juegos Paralímpicos de Verano entre los años 1988 y 2004.

## Palmarés internacional
| Juegos Paralímpicos | Juegos Paralímpicos      | Juegos Paralímpicos | Juegos Paralímpicos |
| Año                 | Lugar                    | Medalla             | Prueba              |
| ------------------- | ------------------------ | ------------------- | ------------------- |
| 1988                | Seúl (Corea del Sur)     | Medalla de oro      | 100 m 1C            |
| 1988                | Seúl (Corea del Sur)     | Medalla de oro      | 200 m 1C            |
| 1988                | Seúl (Corea del Sur)     | Medalla de oro      | 400 m 1C            |
| 1988                | Seúl (Corea del Sur)     | Medalla de oro      | 800 m 1C            |
| 1988                | Seúl (Corea del Sur)     | Medalla de plata    | 1500 m 1C           |
| 1992                | Barcelona (España)       | Medalla de plata    | 800 m TW2           |
| 1992                | Barcelona (España)       | Medalla de bronce   | 100 m TW2           |
| 1992                | Barcelona (España)       | Medalla de bronce   | 200 m TW2           |
| 1992                | Barcelona (España)       | Medalla de bronce   | 400 m TW2           |
| 1996                | Atlanta (Estados Unidos) | Medalla de plata    | 200 m T51           |
| 1996                | Atlanta (Estados Unidos) | Medalla de bronce   | 400 m T51           |
| 2004                | Atenas (Grecia)          | Medalla de bronce   | 200 m T52           |
| 2004                | Atenas (Grecia)          | Medalla de bronce   | 400 m T52           |